# Mijn man kan niet dansen
Mijn man kan niet dansen is een amusementshow die werd uitgezonden door RTL 4. Vanaf 1 mei 2008 verving deze show het klusprogramma Help, mijn man is Klusser!. Het programma werd gepresenteerd door Humberto Tan.
In het programma begeleidden drie professionele danscoaches een aantal mannen die klaarblijkelijk niet konden dansen en waren opgegeven door hun vrouw. Robert Lissone was een van deze danscoaches.
Wegens tegenvallende kijkcijfers werd het programma na twee uitzendingen van de buis gehaald. Ook een herkansing in juli werd na één aflevering alweer gestopt.